# 丹波雅忠
丹波 雅忠（たんば の まさただ）は、平安時代中期から後期にかけての貴族・医師。医博士・丹波康頼の曽孫。名医と謳われた典薬頭・丹波忠明の長男。官位は正四位下・主税頭。

## 経歴
医得業生から長元7年（1034年）に医道課試に及第し、長元8年（1035年）権医博士に任ぜられる。
後朱雀朝から後冷泉朝前期にかけて、医博士を務めながら、長元9年（1036年）近江掾、長暦4年（1040年）備後介、永承2年（1047年）丹波介と地方官も兼任した。永承7年（1052年）後冷泉天皇の病に対して薬による治療を行い、従四位下･侍医に叙任される。天喜5年（1057年）典薬頭・右衛門佐に補任。関白・藤原頼通の病を快癒させたことから、その推挙を受けて康平2年（1059年）施薬院使に任ぜられた。白河朝の承保4年（1077年）までに正四位下・主税頭に叙任されている。
医師としての名声は日本国外へも伝わり、日本扁鵲とも呼ばれたという。承暦4年（1080年）には高麗王・文宗が悪瘡を病んだことから、大宰府を通じて高麗に雅忠を招聘しようとしたが、高麗側の儀礼に不十分な点があることを理由として、朝廷は派遣を断っている（医師招請事件）。
寛治2年（1088年）2月18日卒去。享年68。最終官位は主税頭正四位下兼侍医丹波権守。

## 著作
- 『医略抄』…曾祖父・康頼の『医心方』を抄録。
- 『医心方拾遺』

## 官歴
- 時期不詳：医得業生[1]
- 長元7年（1034年） 12月2日：医道課試及第[1]
- 長元8年（1035年） 日付不詳：権医博士
- 長元9年（1036年） 10月14日：兼近江掾[2]
- 長暦4年（1040年） 正月：兼備後介[3]
- 寛徳元年（1044年） 日付不詳：辞備後介（秩満）[3]
- 永承2年（1047年） 正月：兼丹波介[3]
- 永承6年（1051年） 日付不詳：辞丹波介（秩満）[3]
- 永承7年（1052年） 7月15日：従四位下[4]。日付不詳：侍医
- 天喜5年（1057年） 日付不詳：典薬頭[5]。日付不詳：右衛門佐
- 康平2年（1059年） 日付不詳：施薬院使
- 康平5年（1062年） 2月：兼丹波権守[6]
- 承保4年（1077年） 正月26日：見主税頭正四位下典薬頭侍医兼丹波権守[7]
- 永保2年（1082年） 日付不詳：兼丹波介[3]
- 応徳2年（1085年） 正月：兼丹波権守、主税頭侍医如元[3]
- 寛治2年（1088年） 2月18日：卒去（主税頭正四位下兼侍医丹波権守）[8]

## 系譜
- 父：丹波忠明
- 母：不詳
- 生母不詳の子女
  - 男子：丹波重康
- 養子女
  - 養子：丹波忠康（1053-1106） - 実は上野守長基の子